# Додони
Додони (грч. Δωδώνη) је село и општина у Јањинском округу, у Периферији Епир, Грчка. Седиште општине је село Агиа Кириаки.
Модерно село Додони се налази у близини истоименог древног града.

## Општина
Тренутно општина Додони је формирана 2011. године реформом локалне самоуправе спајањем следећих 4 бивших општина, које су постале општинске јединице:
- Агиос Димитриос
- Додони
- Лака Соулиоу
- Селои

Општина Додони има површину 657.499 km2, општинска јединица Додони има површину 101.016 km2, и заједница Додони има површину 8.748 km2.

## Галерија
- Позориште у Додони
- Поглед на позориште и планину Томарос
- Општина Додони